# Фатер, Фридрих
Фридрих Фатер (нем. Friedrich Vater, 5 февраля 1810, Галле—1854 или 1866, Берлин) — прусский, затем российский филолог-классик.

## Биография
Сын немецкого лингвиста и теолога Иоганна Северина Фатера.
Учился в Берлине, затем в 1840 году в Университете Галле защитил диссертацию «Quaestionum Andocidearum Particula», посвящённую Андокиду. По рекомендации Александра фон Гумбольдта и Августа Бёка, был приглашён в Россию и избран ординарным профессором греческого языка и словесности Казанского университета, где поднял уровень преподавания древних языков и литературы, разработав новую систему курсов, включавшую, помимо сугубо филологических упражнений, широкое изучение античной культуры, от изучения греческих древностей до мифологии. Описывая свой способ преподавания, Фатер писал
```

```

 
Цѣль чтеній будетъ состоять не столько в сухомъ перечисленіи оставшихся и потерянныхъ сочиненій греческой литературы, біографій авторовъ и изданій, сколько въ опытѣ (то есть, попыткѣ) объяснить отдѣльные роды литературы из характера еллинской религіи и богослуженія, доказать ихъ происхожденіе изъ древнихъ обычаевъ и празднествъ и ихъ связь с исторіей и образомъ жизни народа.

Кроме лекций, с конца 1843 года Фатер руководил занятиями классической филологии в педагогическом институте, учреждённым М. Н. Мусиным-Пушкиным в 1840 году. Среди его учеников в педагогическом институте были Клеотильд Тхоржевский, Н. Н. Булич и А. О. Углянский.
Одну из вышедших в Казани книг, «Тритон и Евфем или аргонавты в Ливии» (1849), Фатер подарил графу Сергею Григорьевичу Строганову с надписью «Его Высочеству графу Строганову, генерал-лейтенанту и т. д. и т. п. с уважением от автора». В 1851—1852 году Фридрих Фатер совершил поездку по Германии, вернулся в Казань в феврале 1852 года.
В начале 1850-х Фатер заболел манией преследования, уничтожил в 1853 году свою библиотеку, был вынужден выйти в отставку (7 декабря 1854) и вернуться в Пруссию, где и умер.

## Труды
1. Vater, Friedrich. Die Aleaden des Sophokles. — Берлин: August Mylius, 1835. — 32 с.
2. Vater, Friedrich. Euripidis Rhesus: cum scholiis antiquis. — Берлин: Duemmler, 1837. — 322 с.
3. Vater, Friedrich. Rerum Andocidearum particula. — I - 1840; II, III - 1843 в Supplem. annal. philol. et paedag., тома IX и XI; IV - 1844 в Index lectionum in universitate  Casanensi.[1]
4. Vater, Friedrich. De Lysiae oratoris anno natali // Index lectionum in universitate  Casanensi. — Казань: Издательство Казанского университета, 1842.[1]
5. Vater, Friedrich. De scena civitatis Platonicae // Index lectionum in universitate  Casanensi. — Казань: Издательство Казанского университета, 1842.[1]
6. Vater, Friedrich. De Aeschyli Persis commentatio // Neue Jahrbücher für Philologie und Pädagogik. — 1843. — № 9. — С. 223-248.[11]
7. Vater, Friedrich. Zur Kunde griechischer Handschriften in Russland // Archiv für Philologie und Pädagogik. — Лейпциг: B.G. Teubner, 1843. — С. 5-49.
8. Vater, Friedrich. De scena Convivii Xenophontei Disquisitio // Archiv für Philologie und Pädagogik. — Лейпциг: B.G. Teubner, 1843. — С. 49-78.
9. Vater, Friedrich. Quaestionum historicarum fasciculus primus de Isocrates qui fertur epistolis // Учёные записки Казанского университета. — Казань, 1844. — Вып. IV.[1]
10. Vater, Friedrich. Das Verhaeltniss der Linguistik zur Mythologie und Archaeologie // Учёные записки Казанского университета. — Казань, 1844. — Вып. IV.[1]
11. Vater, Friedrich. Index lectionum in Universitate litterarum Caesarea Kasanensi per annum academicum 1844-1845 instituendarum, jussu... Michaelis Mussin-Puschkin, augustissimo Rossorum imperatori... curatoris... in latinam linguam conversus. Addita Frid. Vateri,... dissertatione qua Andocidea oratio de ostracismo Phaeaci vindicatur. — Казань: Издательство Казанского университета, 1844.
12. Vater, Friedrich. Untersuchungen über die dramatische Poesie der Griechen. — Берлин: Julius Sittenfeld, 1845. — 76 с.
13. Vater, Friedrich. Iphigenia in Aulis. — М., 1845.[3]
14. Vater, Friedrich. Der Argonautenzug. — Казань: Издательство Казанского университета, 1845. — Т. 1. — 166 с.
15. Vater, Friedrich. Das Verhältnis der Linguistik zur Mythologie und Archäologie. — Казань: Издательство Казанского университета, 1846. — 80 с.
16. Vater, Friedrich. Triton und Euphemos, oder die Argonauten in Libyen, eine mythologische Abhandlung. — Казань: Издательство Казанского университета, 1849. — 212 с.